# Дневник карьеристки
«Дневни́к карьери́стки» (англ. Confessions of a Sociopathic Social Climber) — кинофильм 2005 года, снятый по одноимённой новелле Адель Лэнг. Мировая (в США) премьера фильма состоялась 12 марта 2005 года. Съёмки фильма проводились с 9 по 31 августа 2004 года.

## Сюжет
Катя Ливингстон (Дженнифер Лав Хьюитт) — молодая, одинокая и самовлюблённая красотка, считающая себя пупом земли, которая сметёт любого, кто встанет на её пути и помешает ей подняться в высшее общество Сан-Франциско. Она работает в рекламном агентстве и считается лучшим работником. Однажды она не получает «ключ счастья» (приглашение на вечеринку, где собирается всё светское общество Сан-Франциско). Ради этого приглашения она готова на отчаянные шаги…

## В ролях
- Дженнифер Лав Хьюитт — Катя Ливингстон
- Колин Фергюсон — Чарльз «Чак» Фитц
- Наташа Мальте — Франджапани «Фран» Ли
- Джоуи Лоуренс — Фергюсон «Ферг» Смит
- Дэниел Робук — Алекс «Лайон» Кросгров
- Дженнифер Клемент
- Стефани фон Пфеттен — Дав Гринштейн
- Джеймс Керк — Себастьян
- Соня Беннетт — Элиза
- Дэвид Ричмонд-Пек — Тедди